# Đại hội Đảng Cộng sản Nga (Bolshevik) lần thứ VII
Đại hội Đảng lần thứ 7 Đảng Cộng sản Nga (Bolshevik) còn được gọi là Đại hội (bất thường) Đảng Lao động Dân chủ Xã hội Nga lần thứ 7 được tổ chức từ ngày 6 - 8/3/1918. Trong Đại hội này, những người Bolshevik đã thay đổi tên của Đảng thành "Đảng Cộng sản".
Đây là đại hội đầu tiên của những người Bolshevik sau khi họ giành được quyền lực trong Cách mạng Tháng Mười. Đại hội được tổ chức tại Cung điện Taurida ở Petrograd (St. Petersburg) trong đại hội bất thường để xem xét hiệp ước hòa bình với Đức chấm dứt Thế chiến I, được ký kết bởi Hiệp ước Brest-Litovsk hồi đầu tháng 3.
47 đại biểu chính thức và 59 đại biểu tư vấn đại diện cho khoảng 17,000 đảng viên. Số lượng người đứng đầu Đảng thực tế là khoảng 300,000, nhưng nhiều đại biểu không thể đến trong một thời gian ngắn như vậy, một phần là do quân Đức đang chiếm đóng một số nơi trong lãnh thổ.
Chương trình nghị sự là:
- Báo cáo của Trung ương Đảng khóa VI (do Vladimir Lenin gửi)
- Chiến tranh và hòa bình
- Sửa đổi Điều lệ Đảng, bao gồm thay đổi tên của Đảng
- Tài liệu
- Bầu Ban Chấp hành Trung ương Đảng khóa VII

## Hòa ước
Hòa bình Brest là một vấn đề gây tranh cãi dữ dội trong Đảng. Hòa bình Brest bị phe đối lập của phe Cộng sản cánh tả, người được Nickolay Bukharin lãnh đạo và có ảnh hưởng trong các tổ chức đảng lớn: ở Moskva, Petrograd và Urals. Có rất ít sự thống nhất giữa những người ủng hộ hiệp ước hòa bình Brest. Sau báo cáo của Lenin, Bukharin đã trình bày một báo cáo thứ hai, yêu cầu rằng cuộc chiến với Đức tiếp tục.
Sau các cuộc thảo luận sôi nổi, Nghị quyết về Chiến tranh và Hòa bình của Lenin đã được phê chuẩn tại phiên họp sáng ngày 8 tháng 3 bởi một bỏ phiếu: 30 ủng hộ, 12 chống lại, 4 phiếu trắng. Đề xuất của Lenin, không được công bố vào thời điểm đó và được xuất bản lần đầu tiên vào ngày 1 tháng 1 năm 1919 trên báo Kransar, một tờ báo hàng ngày do Trung ương Đảng phát hành cho công nhân ở Moscow.
Hòa bình Brest đã được phê chuẩn bởi Đại hội Xô viết toàn Nga lần thứ tư (14 - 16/4).